# Xylosma roigiana
Xylosma roigiana är en videväxtart som beskrevs av A. Borhidi. Xylosma roigiana ingår i släktet Xylosma och familjen videväxter. Inga underarter finns listade i Catalogue of Life.